# Decolonialidad

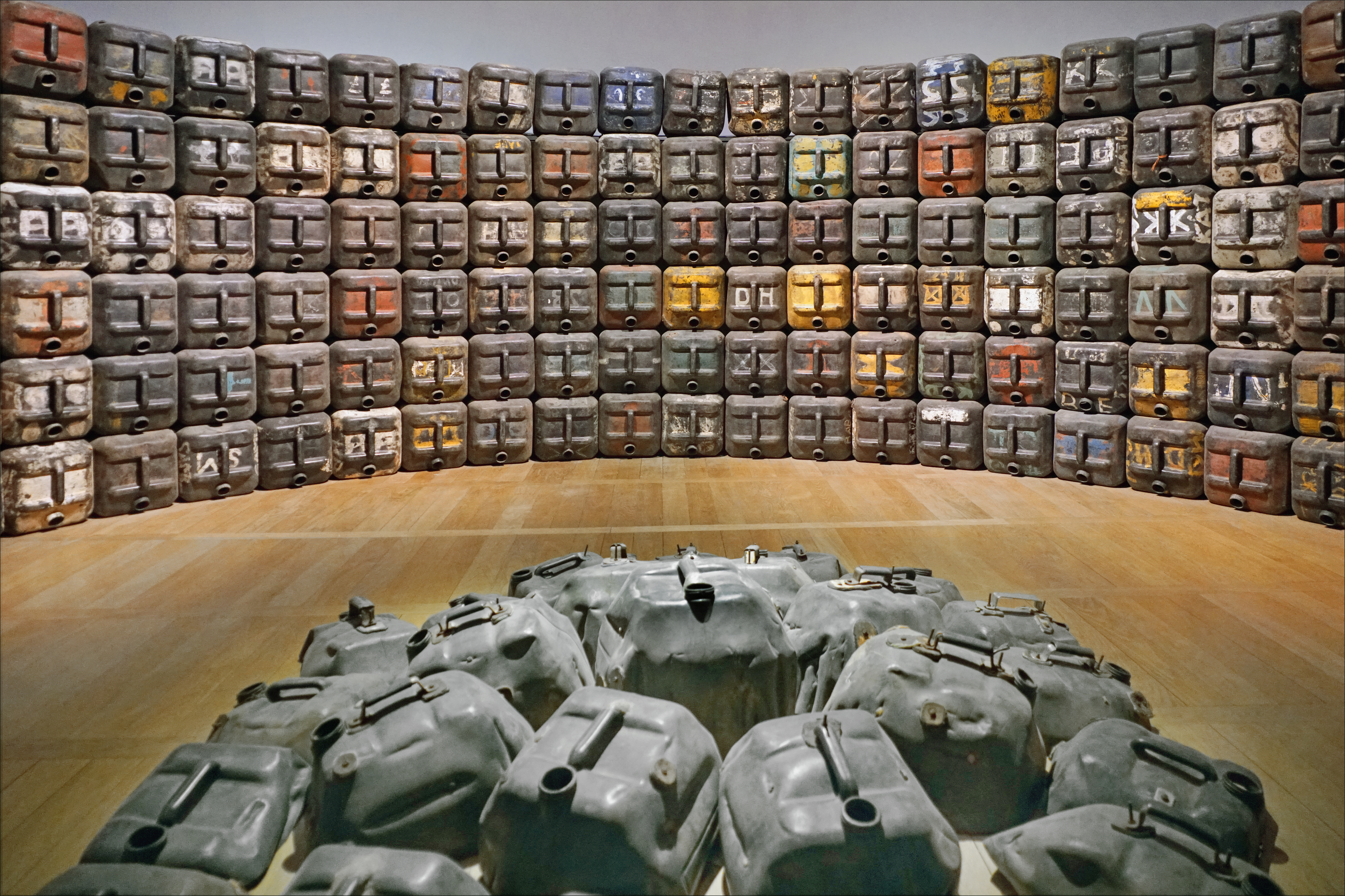
Instalación de Romuald Hazoumè mediante bidones de gas. Hazoumè ha afirmado: “Envío a Occidente lo que les pertenece, es decir, los desechos de la sociedad de consumo que nos invade cada día”.

La decolonialidad o teoría decolonial es una escuela de pensamiento que tiene como objetivo desvincularse de las jerarquías de conocimiento y las formas de estar en el mundo eurocéntricas y para permitir otras formas de existencia. Critica la universalidad percibida del conocimiento occidental y la superioridad de la cultura occidental, incluidos los sistemas e instituciones que refuerzan estas percepciones. Las perspectivas decoloniales entienden al colonialismo como la base de la modernidad capitalista y el imperialismo. 
El término decolonialidad surge como parte de un movimiento sudamericano que examina el papel de la colonización europea de las Américas en el establecimiento de la modernidad eurocéntrica. Aníbal Quijano fue quien definió el término y su alcance. Se ha descrito que consiste en "opciones analíticas y prácticas que se enfrentan y se desvinculan de la [...] matriz colonial del poder"; también ha sido referida como una especie de "pensamiento en la exterioridad radical".

## Matriz colonial del poder
Como tal, puede contrastarse con la colonialidad que es "la lógica subyacente de la fundación y despliegue de la civilización occidental desde el Renacimiento hasta hoy", una lógica que fue la base de los colonialismos históricos, aunque esta interconexión fundamental a menudo se minimiza. Esta lógica se conoce comúnmente como la matriz colonial del poder o la colonialidad del poder.
Aunque la colonización formal y explícita terminó con la descolonización de América durante el siglo XIX y la descolonización de gran parte del sur global a fines del siglo XX, sus sucesores, el imperialismo occidental y la globalización perpetúan esas desigualdades. La matriz colonial del poder produjo una discriminación social eventualmente codificada como "racial", "étnica", "antropológica" o "nacional" según contextos históricos, sociales y geográficos específicos. La descolonialidad surgió en el momento en que la matriz colonial del poder se puso en marcha durante el siglo XVI. Es, en efecto, una confrontación continua y una desvinculación del eurocentrismo: la idea de que la historia de la civilización humana ha sido una trayectoria que se apartó de la naturaleza y culminó en Europa, también que las diferencias entre Europa y fuera de Europa se deben a diferencias biológicas entre razas, no historias de poder.
La decolonialidad es sinónimo de "pensar y hacer" decolonialmente y cuestiona o problematiza las historias de poder que emergen de Europa. Estas historias subyacen a la lógica de la civilización occidental. La decolonialidad es una respuesta a la relación de dominación directa, política, social y cultural establecida por los europeos. Esto significa que la decolonialidad se refiere a enfoques analíticos y prácticas socioeconómicas y políticas opuestas a los pilares de la civilización occidental: la colonialidad y la modernidad. Esto hace que la decolonialidad sea un proyecto tanto político como epistémico.
La decolonialidad ha sido llamada una forma de "desobediencia epistémica", "desvinculación epistémica" y "reconstrucción epistémica". En este sentido, el pensamiento decolonial es el reconocimiento y la implementación de una gnosis fronteriza o razón subalterna, un medio para eliminar la tendencia provinciana de pretender que los modos de pensar de Europa occidental son de hecho universales.
En sus aplicaciones menos teóricas y más prácticas, como los movimientos por la autonomía indígena, como el autogobierno zapatista, la decolonialidad se llama a una "programática" de desvinculación de los legados contemporáneos de la colonialidad, una respuesta a las necesidades no resueltas por los gobiernos derechistas o izquierdistas modernos, o, más ampliamente, los movimientos sociales en busca de una "nueva humanidad" o la búsqueda de "liberación social de todo poder organizado como desigualdad, discriminación, explotación y dominación".

## Desambiguaciones
La decolonialidad a menudo se mezcla con el poscolonialismo, la descolonización, la colonialidad y el posmodernismo. Sin embargo, los teóricos decoloniales se distinguen de tales términos.

### Poscolonialismo
El poscolonialismo a menudo se incorpora a las prácticas generales de oposición por parte de "personas de color", "intelectuales del Tercer Mundo" o "grupos étnicos" (Mignolo 2000: 87). Se dice que la decolonialidad, tanto analítica como programática, se mueve "más allá de lo poscolonial" porque "la teoría y la crítica poscolonial es un proyecto de transformación académica dentro de la academia".

### Descolonización
La descolonización es en gran parte política e histórica: el final del período de dominación territorial de las tierras, principalmente en el sur global por las potencias europeas. La colonialidad es, de hecho, la sustancia del período histórico de la colonización: sus construcciones sociales, imaginarios, prácticas, jerarquías y violencia. Esta sustancia se manifestó en todo el mundo y determinó los sistemas de valores socioeconómicos, raciales y epistemológicos de la sociedad contemporánea, comúnmente llamada sociedad "moderna". La colonialidad no desapareció con la descolonización: el fin del siglo XIX de la dominación territorial de las Américas por parte de las naciones ibéricas, o el final del siglo XX de la dominación territorial de Asia y África por parte de otras naciones europeas, por ello para la decolonialidad, la tarea pendiente por hacer es la descolonización epistemológica.

### Colonialidad
La colonialidad como concepto es complementaria a la modernidad y se llama "el lado más oscuro de la modernidad occidental". Los aspectos problemáticos de la colonialidad –el racismo, el sexismo, el ecocidio, el etnocidio y el genocidio– a menudo se pasan por alto al describir la totalidad de la sociedad occidental. 

### Posmodernidad
El advenimiento de la sociedad occidental en cambio se discute a menudo como la introducción de la modernidad y la racionalidad, un concepto criticado por los pensadores posmodernos. Sin embargo, esta crítica es en gran medida "limitada e interna a la historia europea y la historia de las ideas europeas". Aunque los pensadores posmodernos reconocen la naturaleza problemática de las nociones de modernidad y racionalidad, estos pensadores a menudo pasan por alto el hecho de que la modernidad como concepto surgió cuando Europa se definió a sí misma como el "centro" del mundo. Esto significa que pasan por alto el hecho de que aquellos definidos como "periferia" son parte de la autodefinición de Europa. En pocas palabras, al igual que la modernidad, la posmodernidad a menudo reproduce la "falacia eurocéntrica" fundamental para la modernidad. Por lo tanto, en lugar de criticar los terrores de la modernidad, el pensamiento y el hacer decoloniales critican la modernidad y la racionalidad eurocéntricas debido al "mito irracional" que ocultan. De este modo, los enfoques decoloniales buscan "politizar la epistemología a partir de las experiencias de aquellos en la 'frontera', no desarrollar otra epistemología de la política".

## Decolonialidad contemporánea
Es crítico reconocer que la "estructura del poder fue e incluso continúa siendo organizada en y alrededor del eje colonial", que la descolonización no eliminó la colonialidad, "simplemente transformó su forma externa". Los elevados objetivos de la decolonialidad, tanto en su función analítica como programática, son expresados sucintamente por Aníbal Quijano: reconocer que la instrumentalización de la razón por la matriz colonial del poder produjo paradigmas de conocimiento distorsionados y echó a perder las promesas liberadoras de la modernidad y, por ese reconocimiento, darse cuenta de la destrucción de la colonialidad global del poder.
Ejemplos de programas y análisis arquitectónicos decoloniales contemporáneos existen en todas las Américas. La programática decolonial incluye los ya mencionados gobernantes zapatistas del sur de México, movimientos indígenas para la autonomía en toda América del Sur, incluyendo CONFENIAE en Ecuador, ONIC en Colombia, el movimiento TIPNIS en Bolivia y el Movimiento de Trabajadores Sin Tierra (MST) en Brasil. La reciente organización transnacional de una coalición de pueblos indígenas en la forma del movimiento Idle No More es otro ejemplo más de la programática decolonial. Estos movimientos encarnan una acción orientada hacia los objetivos expresados en la declaración anterior de Quijano, sucintamente, para buscar libertades cada vez mayores, desafiando el razonamiento detrás de la modernidad, ya que la modernidad es de hecho una faceta de la matriz colonial de poder.